# Virelai
Ein Virelai (von altfranzösisch virer, „drehen“ oder „biegen“) ist ein mittelalterliches Tanz- und Liebeslied. Seit etwa 1450 war es auch als eigenständige Gedichtform ohne Musik etabliert. Sein spanisches Pendant ist das Villancico.
Es ist neben der Ballade und dem Rondeau eine der drei formes fixes (festen Formen) der altfranzösischen Lyrik. Es handelt sich hierbei um eine recht freie Form, in der Anzahl und Länge der Strophen nicht vorgeschrieben sind; meistens werden aber nur zwei Reime eingesetzt.
Das Virelai war vom 13. bis zum 15. Jahrhundert eine der am weitesten verbreiteten Liedarten. Guillaume de Machaut war einer der Meister der Form, 33 seiner Schöpfungen sind erhalten geblieben. Einige der ältesten Virelais stammen von Jehannot de Lescurel († 1304); Guillaume Dufay († 1474) steht am Ende der Tradition.

## Beispiel
Douce Dame Jolie von Guillaume de Machaut
Douce dame jolie,
Pour dieu ne pensés mie
Que nulle ait signorie
Seur moy fors vous seulement.
Qu’adès sans tricherie
Chierie
Vous ay et humblement
Tous les jours de ma vie
Servie
Sans villain pensement.
Helas! et je mendie
D’esperance et d’aïe;
Dont ma joie est fenie,
Se pité ne vous en prent.
Douce dame jolie,
Pour dieu ne pensés mie
Que nulle ait signorie
Seur moy fors vous seulement.